# 日本航空高等学校付属中学校
日本航空高等学校付属中学校（にほんこうくうこうとうがっこうふぞくちゅうがっこう）は、山梨県甲斐市宇津谷にある私立中学校（ただし2012年4月より休校したが、2021年4月より再開）。

## 概要
2005年（平成17年）4月に、日本航空学園はヘーグル潜在能力開発学校を設立し、中高一貫化に向けた付属中学校設立への足がかりとし、翌年4月には日本航空学園ヘーグル中学校を新設した。
2007年4月には日本航空高等学校付属中学校に改称し、2009年3月1日には高校生と合同で第1期生の卒業式が行われ、4月には、外部からの新入生と中学出身者を含めた、第50期生が日本航空高等学校に入学した。
しかし付属中学校は、2010年度からの募集を停止した。学校によるとその主な原因は、高校への入学を希望する日本国外からの留学生の数が増加し、彼らに必要な寮の部屋を中学校の設備から充当する必要が出てきたことによるという。また、募集停止は一時的措置であるが、今後の状況では中学校の廃止が検討される可能性もあった。付属中学校は2011年度の終了をもって在籍者がいなくなったため、2012年度から2020年度まで休校となった。
2021年4月より、9年間の休講措置が解除され、教育が再開された。
なお、付属の中学校という性格上、生徒は卒業後、併設の日本航空高等学校に進学できる。また、他校への進学も許されている。中学校にも高校同様に生徒寮があり、県外からの入学も可能となっている。